# Coelaenomenodera costulata
Coelaenomenodera costulata es un coleóptero de la familia Chrysomelidae.
Fue descrita científicamente en 1897 por Kolbe.